# Woronica
Woronica (ukr. Ворониця, Woronycia) – wieś na Ukrainie, w obwodzie iwanofrankiwskim, w rejonie iwanofrankiwskim, w gminie (hromadzie) Dubowce. 
Wieś leży 13 km na północny wschód od miasta Halicz, pomiędzy wsiami Meducha i Byszów. W 2001 r. liczyła 32 mieszkańców.
Nazwa wsi pochodzi od potoku Woronica (lewobrzeżnego dopływu Dniestru), który nieopodal bierze swój początek.

## Historia
Podczas I wojny światowej istniał tu Folwark Stawiska. Po wojnie ziemię należącą do miejscowego właściciela ziemskiego rozparcelowano i sprzedano. Większość ludności stanowili Polacy, a mniejszość Ukraińcy. Mieszkańcy na nabożeństwa udawali się do kościoła oraz cerkwi w Medusze.
W II Rzeczypospolitej wieś była częścią gminy Meducha w powiecie stanisławowskim województwa stanisławowskiego. Od 1 sierpnia 1934 roku w ramach reformy na podstawie ustawy scaleniowej wieś weszła w skład gminy Delejów. Gromada nazywana też była Woronicą Byszowską. 
Jeszcze w 1938 roku we wsi istniała polska szkoła.
W latach 1957-2020 w rejonie halickim.

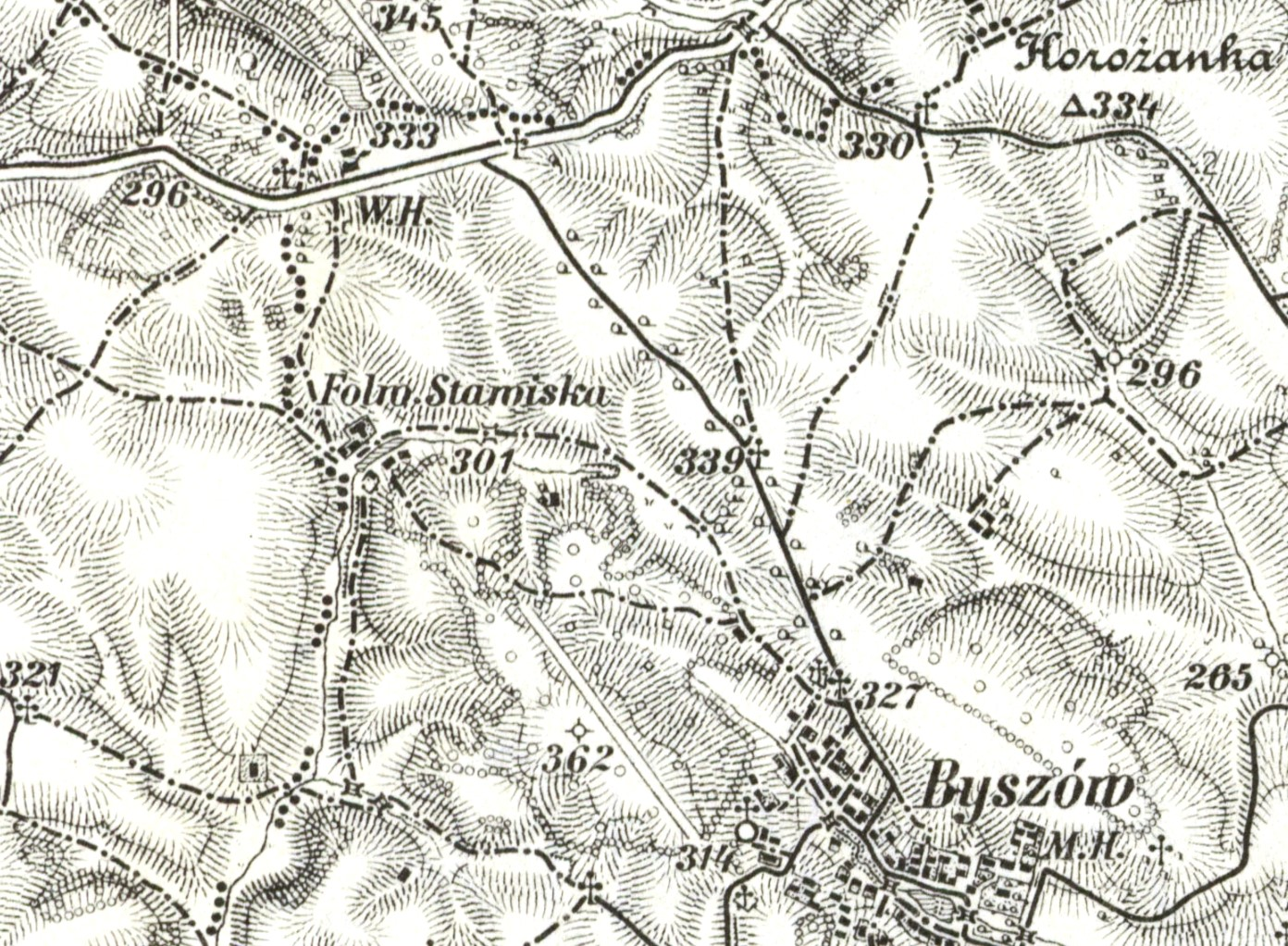
Folwark Stawiska, późniejsza Woronica (1914)
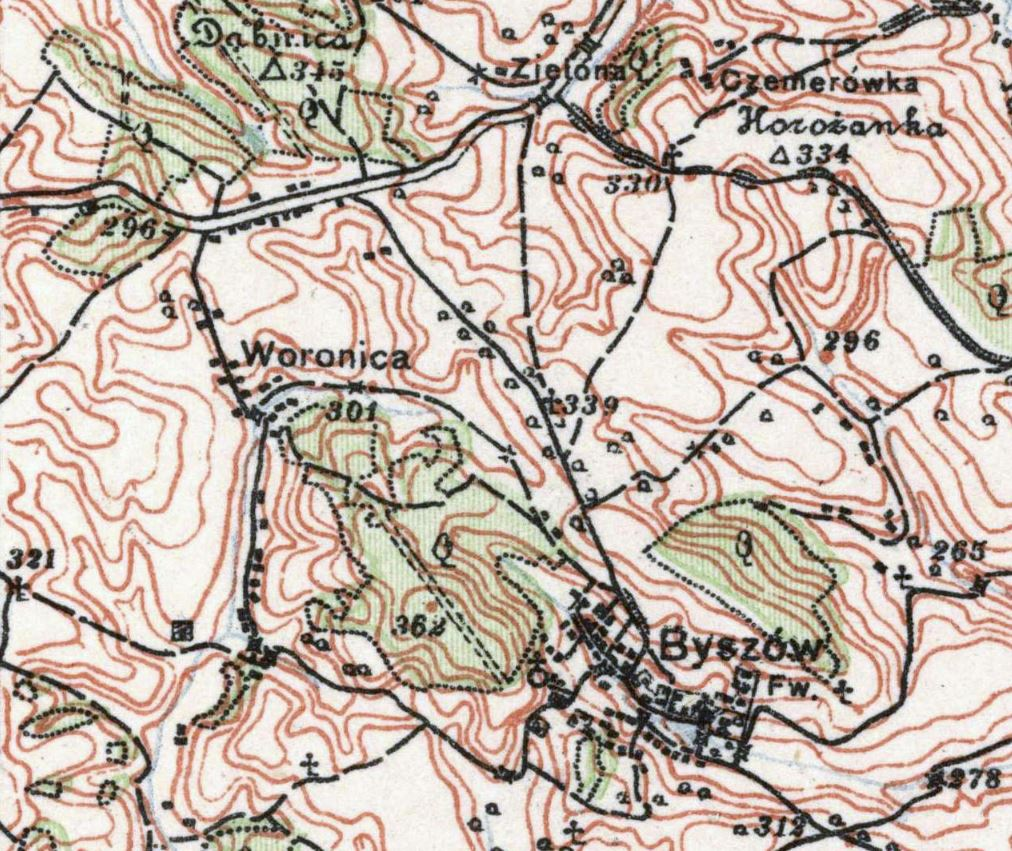
Woronica (1925)